# Klosterkirche Andechs

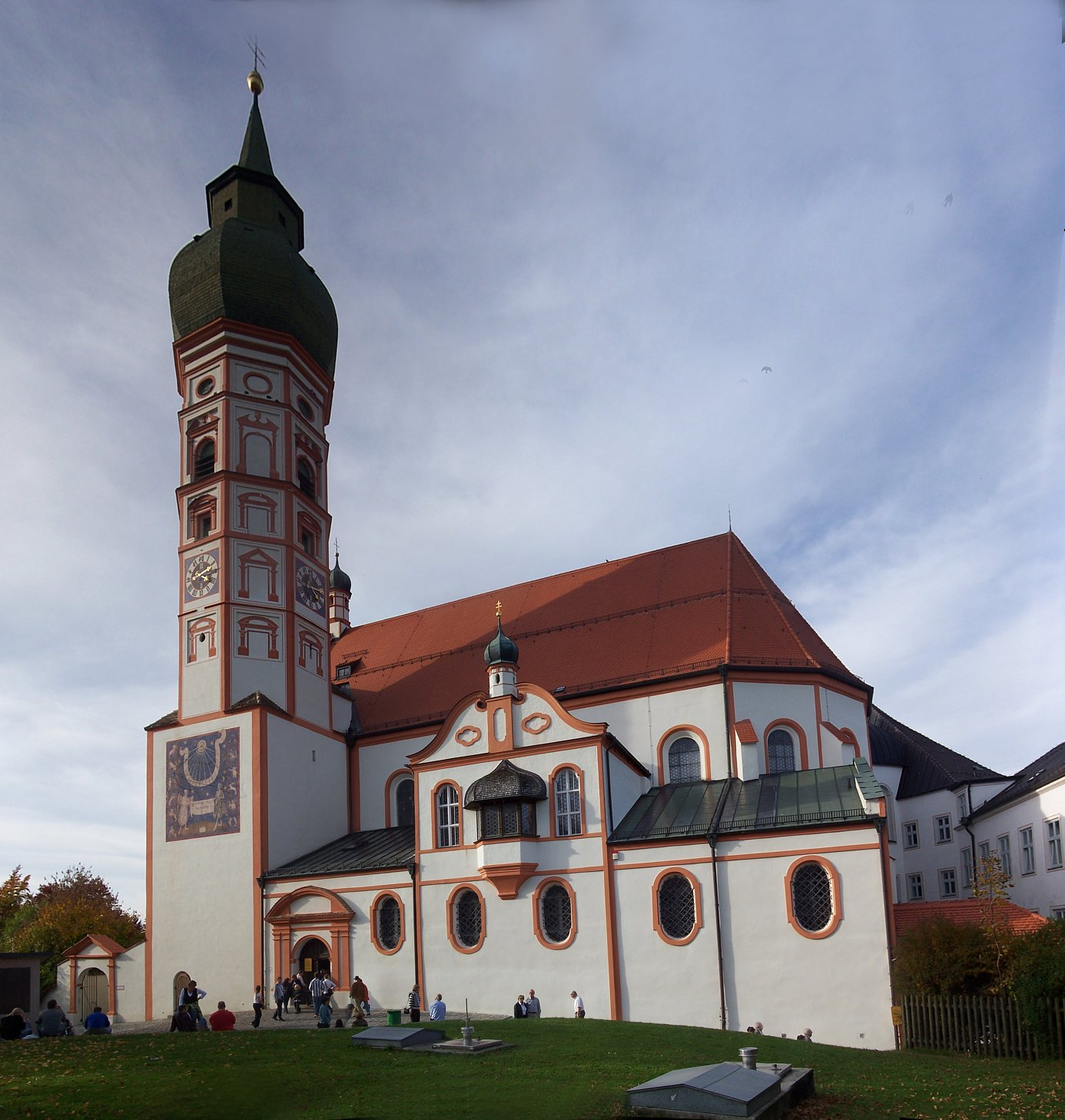
Kloster- und Wallfahrtskirche Andechs

Die Klosterkirche Andechs (Wallfahrtskirche St. Nikolaus und Elisabeth) zu Andechs (Landkreis Starnberg, Oberbayern) ist nach Altötting der zweitgrößte Wallfahrtsort Bayerns und zusammen mit dem zugehörigen Kloster Andechs eines der bekanntesten Ausflugsziele im bayerischen Alpenvorland. Sie liegt oberhalb des Ortes Herrsching am Ammersee. Die gotische Hallenkirche von 1423 bis 1427 wurde im 17. Jahrhundert barockisiert und von 1751 bis 1755 in Rokokoformen im Inneren umgestaltet.

## Wallfahrtsgeschichte

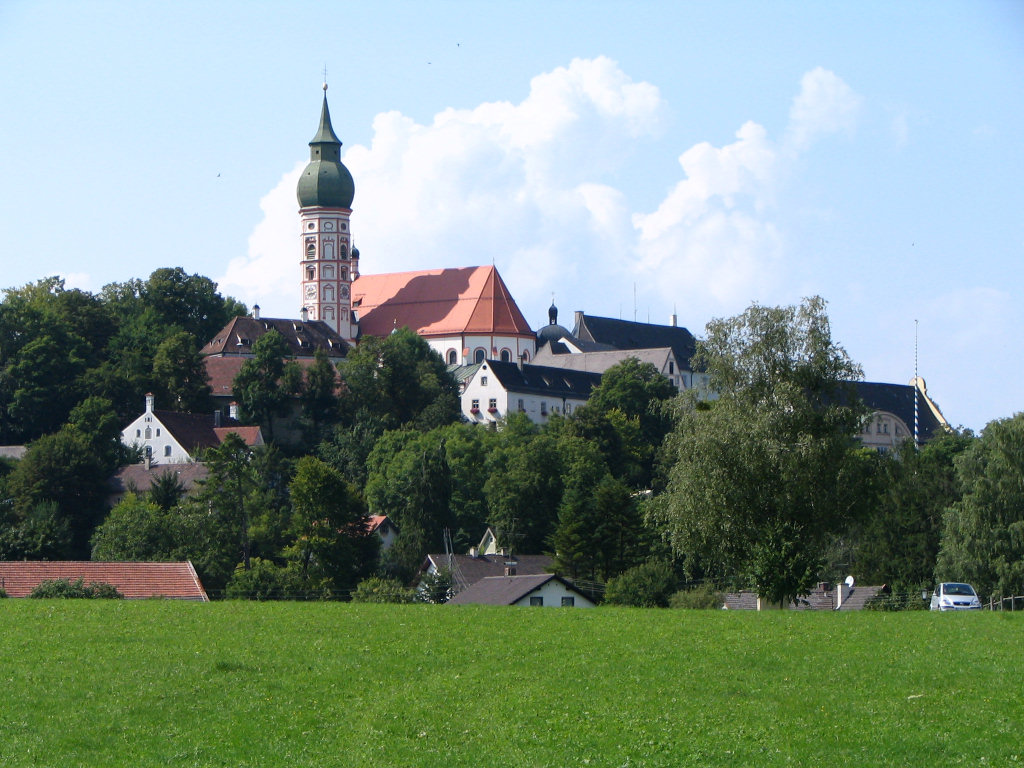
Kloster und Kirche von Südosten

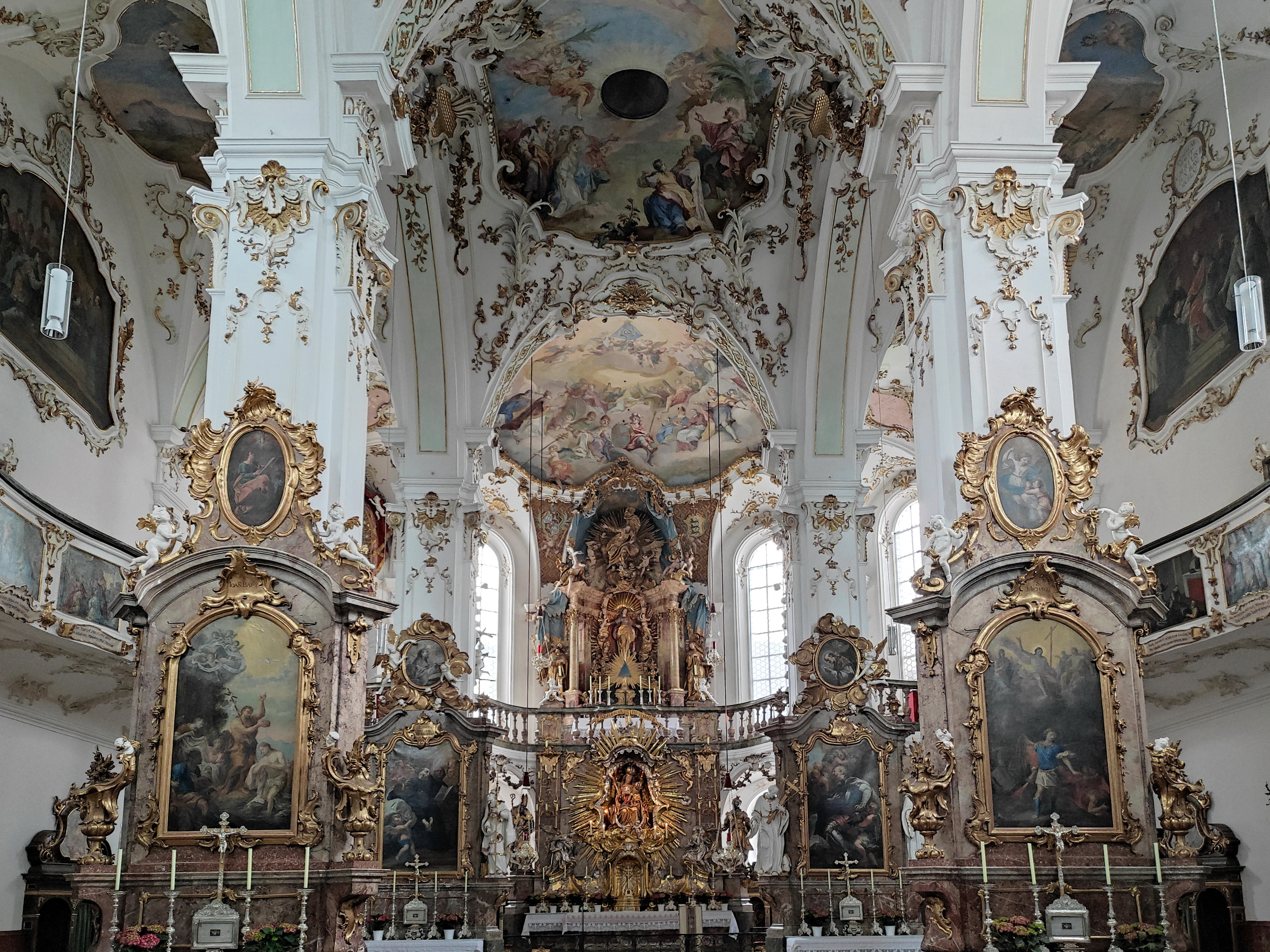
Innenraum nach Osten

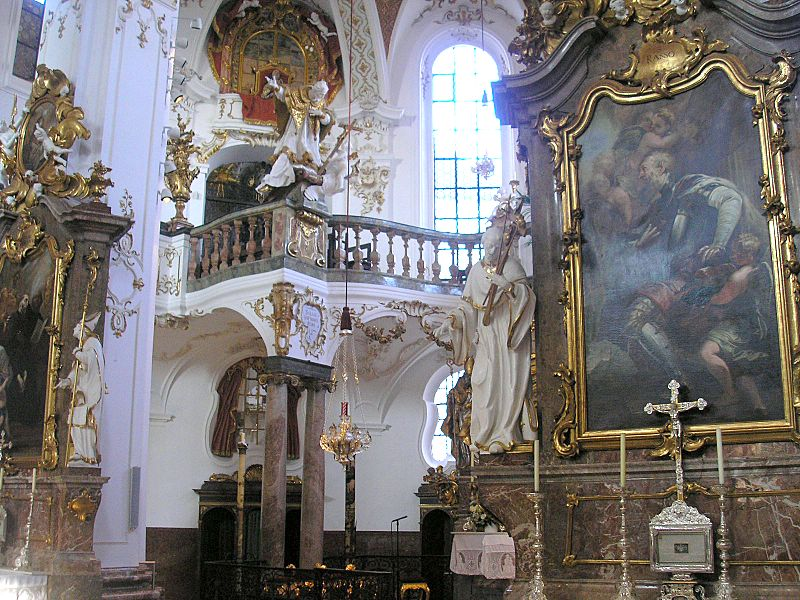
Schrägblick in den Chor

Die Wallfahrt zum „Heiligen Berg“ Andechs steht in enger Verbindung mit dem Fund wichtiger Reliquien im Jahr 1388 unter dem Altar der Nikolauskapelle, der ehemaligen Burgkapelle der ruinösen Burg Andechs, und der baldigen Einsetzung einer sich wiederholenden Reliquienweisung. Im Mittelpunkt der Verehrung stehen drei Heilige Hostien und verschiedene Christusreliquien wie Teile der Dornenkrone. Schon bald rankten sich um die Reliquien erläuternde Geschichten, die in ihrer Gesamtheit als Andechser Legende bezeichnet werden und Teile des Reliquienschatzes in die Zeit des Hohen Mittelalters zurückbinden.
Die 1388 unter dem Altar der ehemaligen Burgkapelle von Andechs aufgefundenen Reliquien wurden zunächst in die Münchner Hofkapelle gebracht. In der Folgezeit kehrten die wichtigsten Stücke wieder auf den Andechser Berg zurück und wurden durch weitere Reliquien ergänzt. Für die zahlreichen Pilger ließen die Augustiner-Chorherren von Dießen ab 1423 an dem Ort der alten Kapelle eine große Hallenkirche errichten. 1438 begründete Herzog Ernst zur Betreuung der Reliquien und Pilger ein Chorherrenstift für Weltpriester und drängte so langsam den Dießener Einfluss zurück. Sein Sohn Albrecht III. wandelte 1455 das Stift in eine Benediktinerabtei um, das bis zu seiner Säkularisation im Jahre 1803 bestand. Seit 1850 ist Andechs ein Priorat der Benediktinerabtei St. Bonifaz in München. Die Bedeutung der Wallfahrt zu den 3 hl. Hostien und zur Gottesmutter ist ungebrochen; seit 1943 kam die Verehrung der hl. Hedwig hinzu. Ein Großteil der Wallfahrer wird auch vom bekannten Andechser Klosterbier angezogen, das im „Bräustüberl“ neben der Kirche ausgeschenkt wird.

## Baugeschichte
Die heutige Wallfahrtskirche entstand zwischen 1423 und 1427 als dreischiffige, vierjochige Halle mit Chorumgang, die trotz der späteren Umgestaltungen noch gut zu erkennen ist. Der Bau wurde vermutlich vom benachbarten Augustiner-Chorherrenstift Dießen aus betreut. Um 1455 wurde er durch erste Klostergebäude im Norden ergänzt. Für die Aufbewahrung des Reliquienschatzes entstanden an der Nord- und Südseite der Kirche mehrgeschossige Anbauten, die später mehrfach umgestaltet wurden.
Während des Dreißigjährigen Krieges richteten schwedische Truppen 1632 einigen Schaden an. Am 3. Mai 1669 schlug ein Blitz in die Kirche ein, die völlig ausbrannte. Der Wiederaufbau war erst 1675 abgeschlossen. Als Rest der damaligen Dekoration haben sich die Stuckaturen der Vorhalle und der „Schmerzhaften Kapelle“ erhalten. 1712 wurden die Fenster barockisiert. Mit Blick auf das 300-jährige Jubiläum von Kirche und Kloster 1755 beschloss der Konvent 1751 die Neuausstattung in damals aktuellen Rokokoformen und mit einem umfangreichen Bildprogramm. Johann Baptist Zimmermann, Ignaz Merani und Lorenz Sappel entfernten ab 1751 das östliche Pfeilerpaar und überzogen Wände und Gewölbe mit Stuckornamenten und Fresken. An den Stuckarbeiten war Johann Georg Üblhör beteiligt.
Die Wallfahrtskirche wurde von 1938 bis 1941 (Hauptschiff) und von 1940 bis 1943 renoviert. Ab 2000 erfolgte eine erneute Generalsanierung, die 2005 abgeschlossen werden konnte.

## Beschreibung
Die im Kern gotische Hallenkirche von 1423/27 wird im Norden und Süden von niedrigen Kapellenanbauten begleitet. Das Hauptportal führt von Süden durch die Vorhalle in die Kirche. Westlich daneben steht der – im Unterbau quadratische – Turm von etwa 60 m Höhe. Der oktogonale (achteckige) Turmaufsatz mit seiner Zwiebelkuppel und der Laterne stammt von 1675. Der eigentliche Kirchenbau trägt ein hohes Satteldach. Die mittlere der Kapellen der Südseite (ehemals Vöhlin-, heute Hedwigskapelle) wurde doppelgeschossig angelegt und wird von einem Schweifgiebel mit einem kleinen Dachreiter abgeschlossen. Ein solcher Dachreiter sitzt auch auf dem Westgiebel der Kirche. Im Norden und Osten umschließen die Klostergebäude die Kirche.

### Innenraum
Von den ehemals vier gotischen Pfeilerpaaren wurden drei in den Umbau der Rokokozeit übernommen. An Stelle der Rippengewölbe überspannen Flachkuppeln den Raum, dessen mittelalterlicher Ursprung dennoch ablesbar bleibt. Der Abbruch der beiden Ostpfeiler schuf Raum für das große Chorfresko über dem Hochaltar „der Andechser Heiligenhimmel“. Um den Innenraum läuft in bewegter Linienführung eine Galerie mit Bildern und Texten der Geschichte von Andechs, die der Grundkonzeption nach vielleicht schon auf die spätgotische Kirche zurückgeht. Im Westen setzt sich dieser Umgang als Orgelempore fort.
Die vier Deckenfresken Johann Baptist Zimmermanns im Hauptschiff zeigen den „Andechser Heiligenhimmel“ (Chorfresko), die Himmelfahrt Christi, den Teich Bethsaida und das „Himmlische Konzert der neun Chöre der Engel“ über der Orgelempore.
Im rechten Seitenschiff erkennt man den legendären hl. Rasso aus dem Hause der Grafen von Dießen als Streiter gegen die Ungarn, den hl. Michael und König David. Im Nordschiff wurden der hl. Benedikt, Maria mit Johannes und die heilige Cäcilia dargestellt. Zwischen den Seitenfresten sind die Leidenswerkzeuge Christi zu sehen. Unter der Orgelempore sind die drei göttlichen Tugenden „Glaube, Hoffnung und Liebe“ sowie die vier Kardinaltugenden „Gerechtigkeit, Tapferkeit, Klugheit und Maßhalten“ dargestellt.
Die Stuckaturen Zimmermanns und Üblhörs werden zu den besten Leistungen des süddeutschen Rokoko gezählt. Als Hauptdekoration wurden blühende Zweige ausgearbeitet. Der Formenschatz lässt viele Ähnlichkeiten zur Wieskirche erkennen, die Zimmermann kurz vorher zusammen mit seinem Bruder Dominikus stuckiert hatte.

### Ausstattung

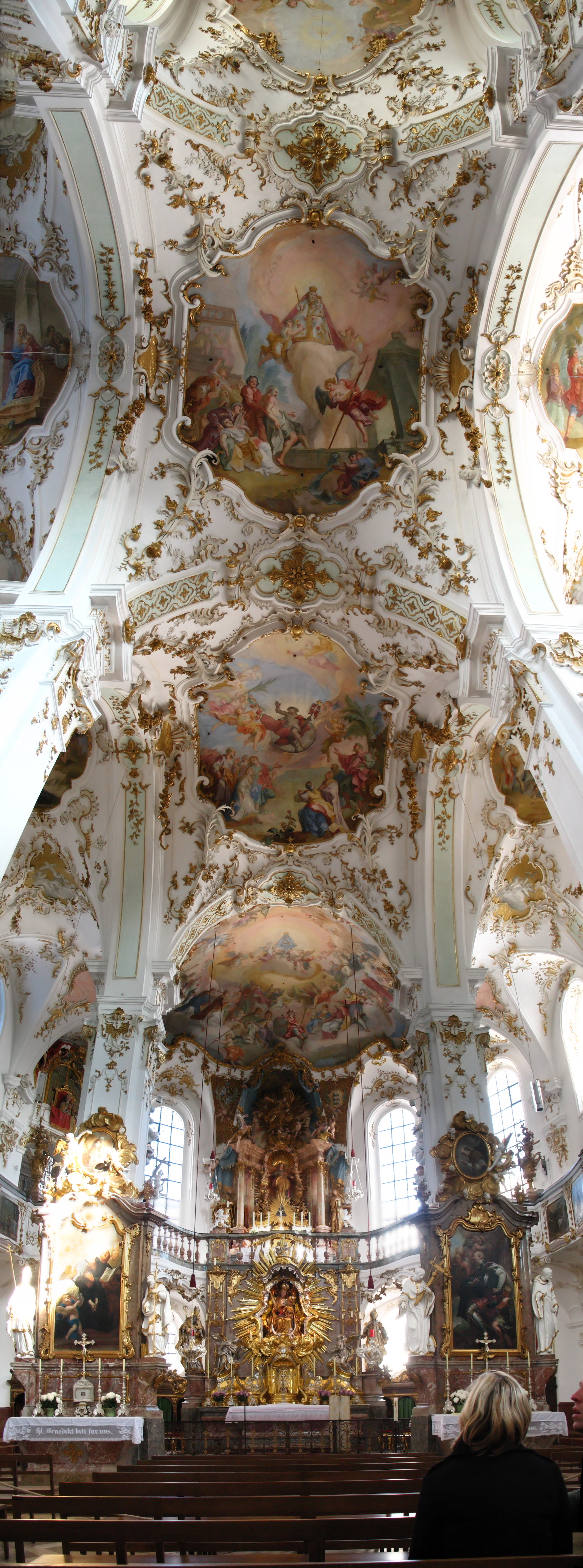
Panoramabild: Altar und Deckengemälde

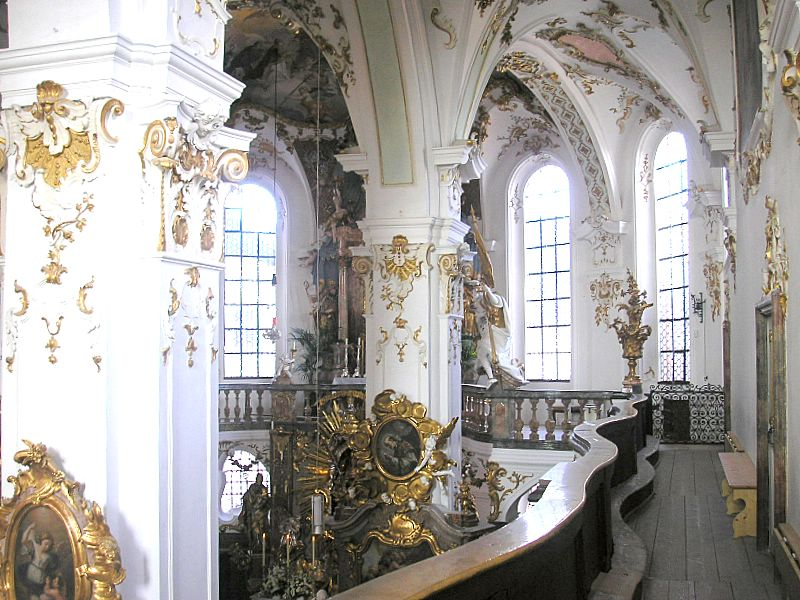
Das Kircheninnere von der Galerie

Der Stuck und die Deckenbilder Johann Baptist Zimmermanns und der zweistöckige Hochaltar bestimmen die Innenausstattung. Der große Doppelhochaltar im Chorschluss wurde von Johann Baptist Zimmermann konzipiert. Bereits der ursprüngliche Hochaltar war ein solcher Doppelaltar, der von Zimmermann im Sinne des Rokoko neu interpretiert wurde. Er setzte die Nebenfiguren, im Norden hl. Nepomuk und im Süden hl. Florian (Franz Xaver Schmädl), des oberen Altarteils auf die Balusterbrüstung des Umgangs, die dadurch in den Kirchenraum wirken können. Die „Unbefleckte Empfängnis“ in der Altarmitte ist eine Schöpfung Hans Deglers (1608/1609) und stammt noch vom früheren Altar.
Im Mittelpunkt des unteren Altars steht das Gnadenbild der Gottesmutter mit dem Kind (um 1500). Hier wird Maria als die Frau aus der Offenbarung des Johannes gezeigt „mit der Sonne bekleidet, den Mond unter ihren Füßen und einen Kranz von zwölf Sternen auf ihrem Haupt“. Dieses Gnaden- und Wallfahrtsbild ist ein eucharistisches Gnadenbild. Maria hält den Besuchern auf ihrem linken Arm das Jesuskind entgegen, das in seiner linken Hand einen Weintraubenzweig hält. Von diesem hat es mit der rechten Hand eine Beere abgerissen und hält es dem Besucher entgegen – die Beere einer Traube symbolisiert den Wein, der in der katholischen Liturgie in das Blut Christi verwandelt wird. An den Seiten stehen die Statuen der beiden Kirchenpatrone, des hl. Nikolaus von Myra und der hl. Elisabeth von Thüringen (Johann Baptist Straub).
Die vier Nebenaltäre lehnen sich an die Pfeiler des Kirchenraums. Die Entwürfe stammen von Johann Baptist Straub. Die beiden vorderen sind den hll. Benedikt und Rasso geweiht und zeigen auf ihren Altarblättern Darstellungen der Heiligen. Die hinteren, bescheideneren Seitenaltäre besitzen Altarblätter Elias Greiters d. J. mit Bildern der Taufe Jesu und des hl. Michael.
Der barocke Orgelprospekt entstand 1675. Seit 2005 erklingt eine neue Orgel (Orgelbaufirma Jann), die in den bestehenden und restaurierten Prospekt eingebaut wurde. Unter der Orgelempore – die gleichzeitig als Mönchschor dient – hängt eine Auswahl der unzähligen Votivbilder des 18. und 19. Jahrhunderts. Der anschließende schmale Raum birgt etwa 230 große Votivkerzen, die oft über einen Meter hoch sind.

### Seitenkapellen

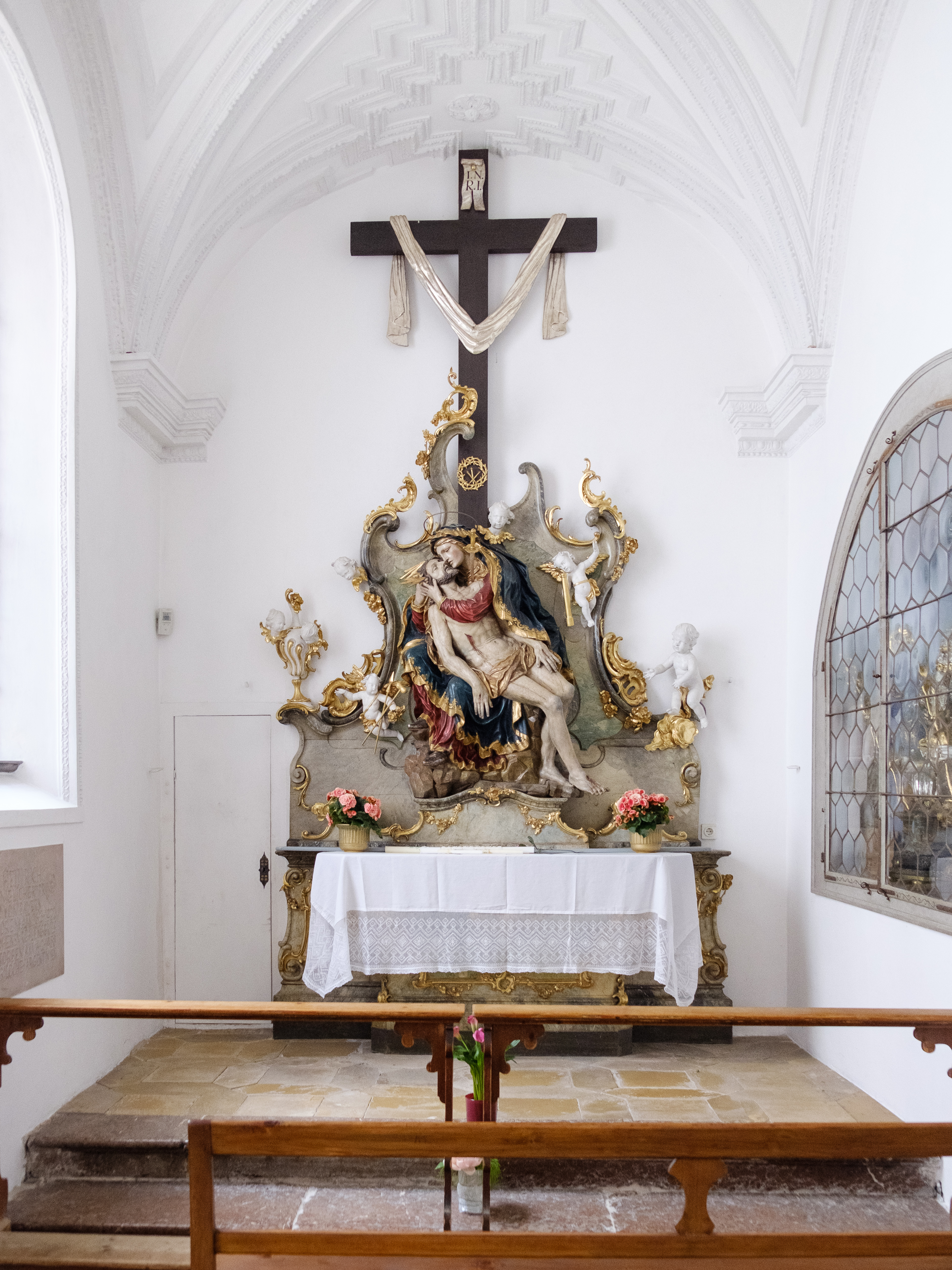
Schmerzhafte Kapelle in der Andechser Klosterkirche

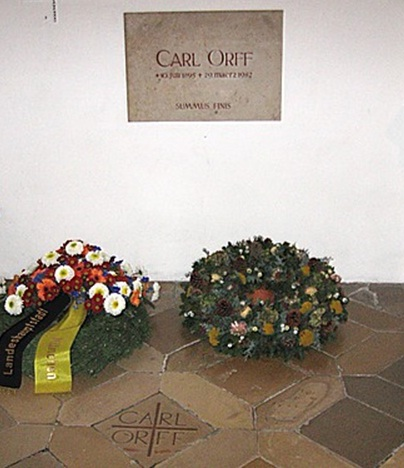
Grab Carl Orffs mit Wandtafel und Bodenplatte

Die im Norden und Süden angebauten Kapellen sind teilweise als Stiftungen der Adelsgeschlechter der Umgebung entstanden.
Die „Schmerzhafte Kapelle“ im Norden geht auf die Hesseloher von Pähl zurück (ursprünglich Katharinenkapelle). Der barocke Rahmenstuck (1670/1680) erinnert an die Stuckierung der Vorhalle. Der Rokokoaltar birgt eine Pietà aus dem Ende des 17. Jahrhunderts. In der Kapelle wurden Prinz Heinrich von Bayern (1922–1958), ein in Argentinien verstorbener Sohn von Kronprinz Rupprecht, und der Komponist Carl Orff beigesetzt.
Die anschließende Toerring-Kapelle (auch Sebastians- oder Eusachiuskapelle) wurde von J. B. Zimmermann stuckiert und ausgemalt. In eine Wand ist ein Rotmarmor-Epitaph für Seitz von Toerring und seine Gemahlin eingelassen (um 1508). Die qualitätvolle Arbeit könnte im Umkreis Erasmus Grassers entstanden sein.
Auf der Südseite liegen die Josephs- (heute Sakramentskapelle) und die Antoniuskapelle, die zur Sakristei umgewandelt wurde. Beide Kapellen wurden ebenfalls von Zimmermann ausgestaltet.
Die oberen Kapellen sind vom umlaufenden Emporengang aus zugänglich. Auch die Prälaten- oder Kreuzkapelle besitzt eine reiche Dekoration aus der Hand Zimmermanns. Auf den Fresken ist die „Huldigung der vier Erdteile“ dargestellt.
Über der Sebastianskapelle auf der Nordseite liegt das eigentliche spirituelle „Herzstück“ von Andechs, die „Heilige Kapelle“ (geweiht 1472), die noch ihr spätgotisches Rippengewölbe besitzt. Hier werden die kostbarsten Teile des Reliquienschatzes aufbewahrt, etwa die Dreihostienmonstranz. Die westlich anschließende Reliquienkapelle beherbergt den Rest des Schatzes. Die Behältnisse und Fassungen der Heiltümer gelten als einer der bedeutendsten Bestände an Augsburger und Münchener Goldschmiedearbeiten des 14. bis 18. Jahrhunderts.
Die ehemalige Vöhlin-Kapelle dient seit 1965 der Verehrung der hl. Hedwig und ist modern eingerichtet. In ihr findet jeden zweiten Freitag im Monat um 19:00 Uhr ein ökumenisches Abendgebet mit Gesängen aus Taizé statt.

### Heilige drei Hostien
Die drei in Bergkristall eingelegten Hostien sollen der Legende nach auf Papst Leo IX. und Papst Gregor den Großen zurückgehen. Sie wurden 1391 erstmals schriftlich erwähnt. Auf den konsekrierten Hostien sollen folgende blutende Zeichen erschienen sein: Ein Fingerglied, ein Kreuz und die Inschrift IHS. Diese Reliquien in der um 1432/33 geschaffenen Dreihostienmonstranz bilden den Mittelpunkt des 1388 aufgefundenen Andechser Reliquienschatzes.

### Orgel

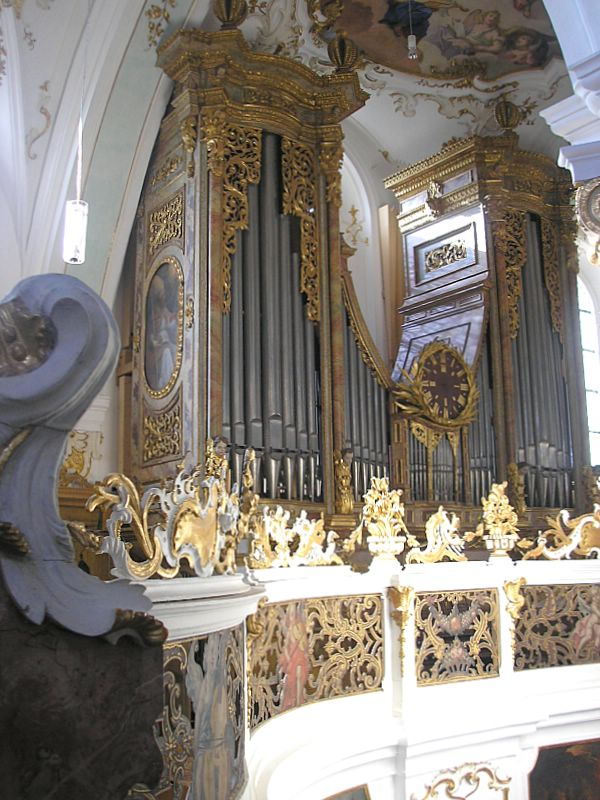
Der barocke Orgelprospekt mit der im Jahr 2005 geweihten neuen Orgel

Das erhaltene barocke Gehäuse stammt von einem Orgelneubau von Johann Michael Dietrich (Tölz) aus dem Jahr 1715. Das Instrument wurde zwischenzeitlich mehrfach umgebaut, und im 19. und 20. Jahrhundert durch neue Orgeln ersetzt, zuletzt im Jahre 1965 durch eine von Guido Nenninger. Bereits 1982 wurde in einem amtlichen Gutachten festgestellt, dass die Nenninger-Orgel qualitativ und klanglich nicht zufriedenstellend sei. Seit diesem Zeitpunkt wurde ein Neubau ins Auge gefasst. 
Das Kloster- und Kirchenjubiläum 2005 (550-Jahr-Feier) bot sich an, den Neubau in Angriff zu nehmen. Als Orgelbauer wurde die Firma Jann aus Laberweinting-Allkofen ausgewählt. Das 2005 erbaute Instrument hat 31 Register und drei Transmissionen. Ein Register wurde von dem Vorgängerinstrument aus dem 18. Jahrhundert übernommen. Die Spieltrakturen und Koppeln sind mechanisch, die Registertrakturen elektrisch. Die Orgel wurde am Sonntag, den 24. April 2005 von Altabt Odilo Lechner geweiht.
| I Hauptwerk C–g3 |                |       |
| 1.               | Principal      | 8′    |
| 2.               | Copel          | 8′    |
| 3.               | Viola di Gamba | 8′    |
| 4.               | Octav          | 4′    |
| 5.               | Spitzflöte     | 4′    |
| 6.               | Superoctav     | 2′    |
| 7.               | Mixtur IV      | 1 ⁄3′ |
| 8.               | Trompete       | 8′    |

| II Positiv C–g3 |            |        |
| 9.              | Bordun     | 8′     |
| 10.             | Principal  | 4′     |
| 11.             | Holzflöte  | 4′     |
| 12.             | Quinte     | 2 ⁄3′  |
| 13.             | Flöte      | 2′     |
| 14.             | Terzflöte  | 1 3⁄5′ |
| 15.             | Quinte     | 1 ⁄3′  |
| 16.             | Mixtur III | 1′     |
| 17.             | Krummhorn  | 8′     |
|                 | Tremulant  |        |

| III Schwellwerk C–g3 |                       |       |
| 18.                  | Rohrflöte             | 8′    |
| 19.                  | Salicional            | 8′    |
| 20.                  | Schwebung             | 8′    |
| 21.                  | Traversflöte          | 4′    |
| 22.                  | Violine               | 4′    |
| 23.                  | Nasat                 | 2 ⁄3′ |
| 24.                  | Piccolo               | 2′    |
| 25.                  | Harm. aetheria III-IV | 2 ⁄3′ |
| 26.                  | Oboe                  | 8′    |
| 27.                  | Alphorn               | 8′    |
|                      | Tremulant             |       |
|                      | Glockenspiel (c0–d3)  |       |

| Pedal C–f1 |                  |     |
| 28.        | Principal        | 16′ |
| 29.        | Subbass          | 16′ |
| 30.        | Octav            | 08′ |
| 31.        | Copel (Nr. 3)    | 08′ |
| 32.        | Octav (Nr. 4)    | 04′ |
| 33.        | Posaune          | 16′ |
| 34.        | Trompete (Nr. 8) | 08′ |

- Koppeln:
  - Normalkoppeln: II/I, III/I, I/P, II/P, III/P
  - Suboktavkoppeln: III/I
- Nebenregister: Zimbelstern
- Stimmung: Werckmeister 1724

Hauptorganist ist Thomas Becherer. Zuvor waren Moritz Unger (bis Herbst 2020), Sul Bi Yi (2016–2019) und Anton Ludwig Pfell (1981–2015) tätig.

### Glocken
Vom alten Geläut ist nur noch die Heiligkreuzglocke von 1669 erhalten geblieben. 1942 wurden die übrigen Glocken zu Kriegszwecken abgeliefert und vernichtet. Man begann mit der Planung zur Wiederherstellung des ursprünglichen Geläutes. 1949, 1952 und 1975 wurde je eine Glocke gegossen. Bereits Ende der 1940er-Jahre gab es Pläne, noch eine fünfte Glocke für die Andechser Wallfahrtskirche zu gießen. Dank der großzügigen Stiftung der Ottmaringer Wallfahrer konnte 2007 der Guss der fünften Glocke erfolgen. Die Disposition des Geläuts lehnt sich an die Melodie des Salve Regina (17. Jh., GL 570).
| Nr. | Name        | Gussjahr | Gießer, Gussort            | Durchmesser (mm) | Masse (kg) | Schlagton |
| 1   | Maria       | 1949     | Karl Czudnochowsky, Erding | 1.970            | 4.058      | as0       |
| 2   | Hedwig      | 1975     | Engelbert Gebhard, Kempten | 0                | ≈2.1000    | c1        |
| 3   | Heiligkreuz | 1669     | Bernhard Ernst, München    | 0                | ≈1.3500    | es1       |
| 4   | Josef       | 1952     | Karl Czudnochowsky, Erding | 0                | ≈8300      | f1        |
| 5   | Engel       | 2007     | Rudolf Perner, Passau      | 0                | ≈6200      | as1       |

### Wittelsbacher-Gräber
Im Inneren der Klosterkirche sind bestattet:
1. Albrecht III., Herzog von Bayern-München (1401–1460), Sohn von Herzog Ernst
2. Herzogin Anna (1420–1474), Gemahlin von Herzog Albrecht III.
3. Johann IV., Herzog von Bayern-München (1437–1463), Sohn von Herzog Albrecht III.
4. Wolfgang (1451–1514), Sohn von Herzog Albrecht III.
5. Theodor (1526–1534), Sohn von Herzog Wilhelm IV.
6. Karl (*/† 1547), Sohn von Herzog Albrecht V.
7. Friedrich (1553–1554), Sohn von Herzog Albrecht V.
8. Christoph (*/† 1570), Sohn von Herzog Wilhelm V.
9. Christine (1571–1580), Tochter von Herzog Wilhelm V.
10. Karl (1580–1587), Sohn von Herzog Wilhelm V.
11. Prinz Heinrich (1922–1958), Sohn von Kronprinz Rupprecht

Weitere Angehörige des Hauses Bayern sind im öffentlich nicht zugänglichen Familienfriedhof der Wittelsbacher beigesetzt, der 1977 eingeweiht wurde und im Süden des Klostergartens von Kloster Andechs liegt (siehe dort).